# 51/50 Ratchet
51/50 Ratchet é o primeiro álbum de estúdio do rapper Hurricane Chris.
Foi lançado dia 23 de Outubro de 2007, estreou na 11ª posição do U.S. Hot R&B/Hip-Hop Songs
Seu primeiro single A Bay Bay estreou na 7ª posição do Billboard Hot 100
O álbum vazou na internet dia 19 de Outubro, iniciou a 1ª semana de vendas na 24ª posição com cerca de 26,000 cópias vendidas.

## Faixas
1. "Getting Money" (featuring Nicole Wray)
2. "A Bay Bay"
3. "Doin' My Thang" (featuring Big Poppa of Ratchet City)
4. "New Fashion"
5. "The Hand Clap" (featuring Big Poppa of Ratchet City)
6. "Walk Like That"
7. "Touch Me"
8. "Leaving You"
9. "Do Something"
10. "Bang" (featuring Big Poppa of Ratchet City & Bigg Redd)
11. "Beat In My Trunk"
12. "Playas Rock" (featuring Boxie)
13. "Momma" (featuring Nicole Wray)
14. "A Bay Bay (The Ratchet Remix)" (featuring The Game, Lil' Boosie, Baby, E-40, Angie Locc of Lava House, & Jadakiss)

## Paradas
| Parada (2007)                         | Maior posição |
| ------------------------------------- | ------------- |
| US Billboard 200                      | 24            |
| US Top R&B/Hip-Hop Albums (Billboard) | 4             |
| US Top Rap Albums (Billboard)         | 2             |